# Castillo de Kilcrea
El Castillo de Kilcrea es un torreón amurallado del siglo XV en ruinas y localizado al oeste del Monasterio de Kilcrea, cerca de Ovens, situado en el Condado de Cork, en la República de Irlanda. Las ruinas están mayormente ocultas por el espeso follaje de los árboles que rodean el torreón.
Al contrario que el Monasterio de Kilcrea, que es propiedad del Servicio Nacional de Monumentos de Irlanda, las ruinas de este torreón se encuentran en propiedad privada. El terreno del castillo, así como las tierras adyacentes, actualmente son utilizadas como granja de ganado. No obstante, se encuentra en la lista de estructuras protegidas del Consejo del Condado de Cork.

## Historia
El castillo fue completado en 1465 por Cormac Láidir Mór (o More), jefe del clan McCarthy, y constructor del Castillo de Blarney, en una zona pantanosa sobre una fortaleza anterior, que posiblemente datase de la Edad del Bronce.
Cuenta con un torreón principal al oeste, y una porción de muralla que termina anexa a una torre menor al este. Textos de 1840 dicen que la muralla se cerraba con dos torres cuadradas, pero no se ha encontrado sobre el terreno ninguna prueba de que existiese otra torre.

## Galería

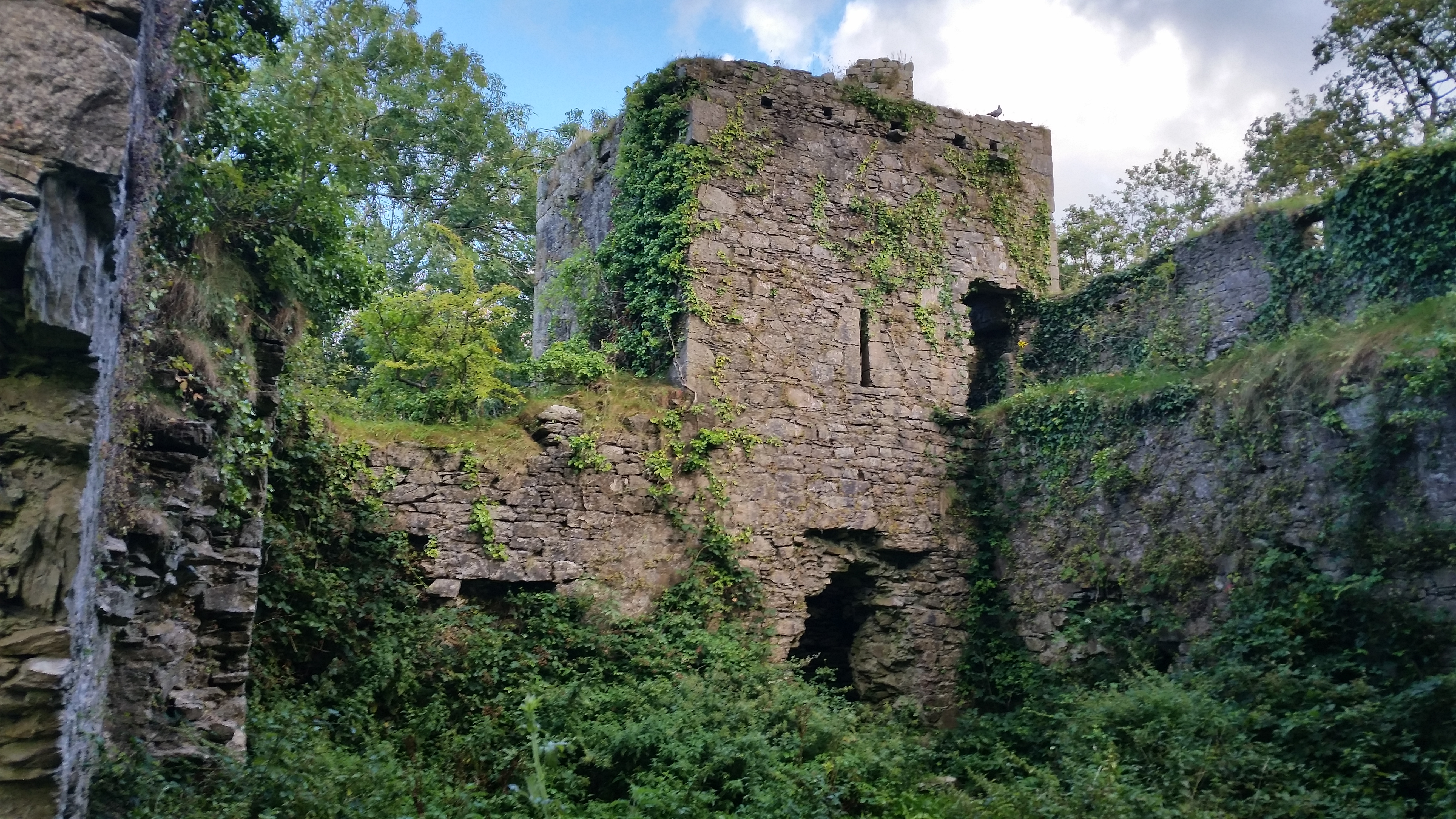
Patio interior y torre de la muralla
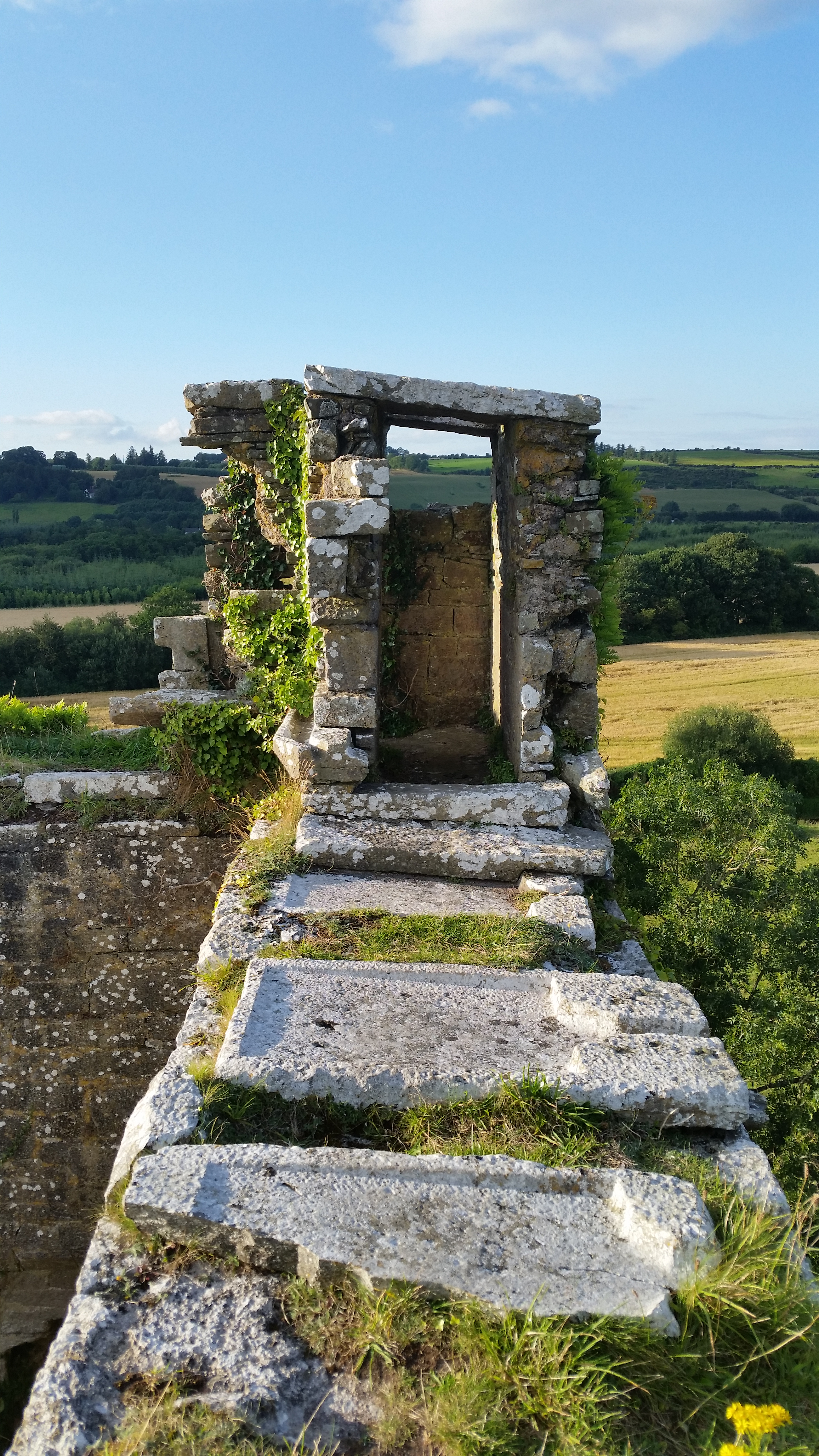
Cima del torreón principal

- Datos: Q17984606
- Multimedia: Kilcrea Castle / Q17984606